# Anopheles radama
Anopheles radama is een muggensoort uit de familie van de steekmuggen (Culicidae). De wetenschappelijke naam van de soort werd voor het eerst geldig gepubliceerd in 1943 door Botha de Meillon.